# Bellis sylvestris
Bellis sylvestris és una planta herbàcia nativa del centre i nord d'Europa. En català rep els noms comuns de margalida, margalideta, margarideta, margarideta gran, margarideta rosa, margaridoia, margaridoia silvestre, marieta, pasqüeta o primavera És una herba de petita alçada, uns 15 cm en les millors condicions, té un rizoma superficial, una roseta de fulles basals i fulles dentades i espatulades de 2 a 5 cm de llarg. És un hemicriptòfit que floreix a l'hivern. Cada any produeix una tija floral sense fulles (cosa que la diferencia de Bellis annua, a més de ser perenne), que produeix inflorescències discoïdals, de 2 a 3 cm de diàmetre i pètals blancs o grocs. El capítol aixecat sobre un llarg peduncle floral. Habita en herbassars i ombrívols o zones forestals. Bellis sylvestris fou descrita per Domenico Maria Leone Cirillo i publicat a Plantarum Rariorum Regni Neapolitani ii. 22. t. 4. 1792.
Molt semblant a Bellis perennis, es diferencia d'aquesta per ser un xic més robusta i grossa, i habitar llocs relativament més secs des de la muntanya baixa fins a nivell de mar en ambients més secs. B. perennis, a més, té una floració típicament primaveral.